# Val Badia
Het Val Badia (Ladinisch en Italiaans: Val Badia, Duits: Gadertal) is een bergdal in de Dolomieten, behorend tot Zuid-Tirol (Italië). Het loopt van het Sellamassief naar het Pusterdal en wordt doorstroomd door de Gran Ega (Dui. Gader, It. Gadera), een zijrivier van de Rienz. In de dorpen in Val Badia wordt voornamelijk Ladinisch gesproken. De Sellapas verbindt het dal met het eveneens Ladinischtalige dal Gherdëina. Bestuurlijk behoort het Val Badia tot vijf gemeenten: Badia, Corvara, La Val, Mareo en San Martin de Tor. 

## Belangrijkste bergtoppen
- Sella (3151 m)